# Red Lips
Red Lips – polski zespół muzyczny wykonujący szeroko pojętą muzykę rockową. Grupa powstała w 2010 w Warszawie z inicjatywy gitarzysty Łukasza Lazera i piosenkarki Joanny Lazer. Skład zespołu współtworzą ponadto: basista Paweł Wolski-Rzewuski i perkusista Marek Sieroszewski.

## Kariera
W 2011 wzięli udział w pierwszej edycji talent show telewizji Polsat Must Be the Music. Tylko muzyka, gdzie dotarli do półfinału. Po programie nagrali utwory, takie jak „Lepszy model” czy „Instrukcja obsługi”, do którego powstał również teledysk.
3 czerwca 2013 wydali singel „To co nam było”, napisany przez Rocha Poliszczuka i wokalistkę zespołu – Joannę Czarnecką, która również wspólnie z gitarzystą formacji – Łukaszem Lazerem – stworzyła linię melodyczną kompozycji. 8 czerwca wystąpili z tą piosenką w konkursie Trendy na festiwalu TOPtrendy 2013. Utwór stał się przebojem, a jego teledysk w serwisie YouTube został odtworzony kilkadziesiąt milionów razy. Singel ponadto był notowany na 9. miejscu listy AirPlay, najczęściej granych utworów w polskich rozgłośniach radiowych oraz na wielu radiowych listach przebojów m.in. na 1. miejscu na liście w radiach RMF, Eska, czy RMF MAXXX. Z kompozycją „To co nam było” grupa wystąpiła: 3 sierpnia na gali Eska Music Awards 2013, 24 sierpnia na Sopot Top of the Top Festival 2013 w koncercie 5 lat z Muzodajnią. Największe Przeboje Lata, a następnie dzień później podczas koncertu Lata Zet i Dwójki w Uniejowie. 17 września wydali singel „Czarne i białe”, który znalazł się m.in. na 13. miejscu zestawienia najczęściej granych utworów w polskich radiach, a 8 października ukazał się ich debiutancki album studyjny pt. To co nam było. Płyta znalazła się na 36. miejscu na oficjalnej polskiej liście sprzedaży. 6 listopada w Radiu Eska odbyła się premiera ich następnego singla „Zanim odejdziesz”, do którego zrealizowali teledysk wyprodukowany przez Grupę 13.
14 kwietnia 2014 wydali singel „Hej Joe!”. Dzień później odbyła się premiera teledysku do piosenki w reżyserii Jacka Kościuszki. 31 maja wystąpili na festiwalu TOPtrendy 2014 w konkursie Największe Przeboje Roku z piosenką „To co nam było” wśród wykonawców, których piosenki były w ostatnim roku najczęściej granymi w stacjach radiowych. 7 czerwca zaprezentowali się w koncercie SuperJedynki, odbywającym się w ramach 51. Krajowego Festiwalu Piosenki Polskiej w Opolu. Podczas koncertu zostali nagrodzeni SuperJedynką w kategorii SuperPrzebój (za „To co nam było”). 22 sierpnia wystąpili w Szczecinie na Eska Music Awards 2014, do którego była nominowana w kategorii Najlepszy zespół. Podczas gali wręczono im złotą płytę za sprzedaż albumu To co nam było w nakładzie przekraczającym 15 tys. egzemplarzy. 23 listopada 2016 wydali drugi album studyjny pt. Zmiana planu.

## Dyskografia

### Albumy studyjne
| Rok                                       | Dane dot. albumu                                                                                              | Najwyższa pozycja na liście | Certyfikat         | Sprzedaż       |
| Rok                                       | Dane dot. albumu                                                                                              | POL                         | Certyfikat         | Sprzedaż       |
| ----------------------------------------- | --- | --------------------------- | ------------------ | -------------- |
| 2013                                      | To co nam było - Wydany: 8 października 2013 - Wytwórnia: My Music, Sony Music - Format: CD, digital download | 36                          | - POL: złota płyta | - POL: 15 000+ |
| 2016                                      | Zmiana planu - Wydany: 23 listopada 2016 - Wytwórnia: Red Berry Music - Format: CD, digital download          | –                           |                    |                |
| 2018                                      | Red Lips na święta - Wydany: 14 grudnia 2018 - Wytwórnia: Red Berry Music - Format: CD, digital download      | –                           |                    |                |
| 2019                                      | Ja wam zatańczę - Wydany: 8 listopada 2019 - Wytwórnia: Red Berry Music - Format: CD, digital download        | 47                          |                    |                |
| „–” oznacza, że album nie był notowany na | |                             |                    |                |

### Single
| Rok | Tytuł                                          | Najwyższe pozycje na listach | Najwyższe pozycje na listach | Najwyższe pozycje na listach | Najwyższe pozycje na listach | Najwyższe pozycje na listach | Najwyższe pozycje na listach | Najwyższe pozycje na listach | Certyfikat         | Sprzedaż       | Album              |
| Rok | Tytuł                                          | POL (airplay)                | POL (airplay nowości)        | RMF                          | Eska                         | Maxxx                        | SLiP                         | WiR                          | Certyfikat         | Sprzedaż       | Album              |
| --- | ---------------------------------------------- | ---------------------------- | ---------------------------- | ---------------------------- | ---------------------------- | ---------------------------- | ---------------------------- | ---------------------------- | ------------------ | -------------- | ------------------ |
| 2013 | „To co nam było”                               | 9                            | –                            | 1                            | 1                            | 1                            | 2                            | 1                            |                    |                | To co nam było     |
| 2013 | „Czarne i białe”                               | 13                           | 1                            | 7                            | 3                            | –                            | 1                            | –                            |                    |                | To co nam było     |
| 2013 | „Zanim odejdziesz”                             | –                            | 3                            | –                            | 5                            | –                            | 5                            | –                            |                    |                | To co nam było     |
| 2014 | „Hej Joe!”                                     | –                            | –                            | –                            | –                            | –                            | 42                           | 2                            |                    |                | To co nam było     |
| 2014 | „Szanta”                                       | –                            | –                            | –                            | –                            | –                            | 40                           | 1                            |                    |                | To co nam było     |
| 2016 | „Tu i teraz”                                   | –                            | –                            | –                            | –                            | –                            | 35                           | 3                            |                    |                | Zmiana planu       |
| 2016 | „P.S.”                                         | 11                           | 1                            | 3                            | –                            | –                            | 8                            | 6                            | - POL: złota płyta | - POL: 10 000+ | Zmiana planu       |
| 2017 | „Bez reguł”                                    | 36                           | –                            | –                            | –                            | –                            | 31                           | –                            |                    |                | Zmiana planu       |
| 2017 | „Mamo!” (oraz Łobuzy)                          | –                            | –                            | –                            | –                            | –                            | –                            | –                            |                    |                | –                  |
| 2018 | „Warto wierzyć w ludzi” (oraz Roch)            | 98                           | 3                            | –                            | –                            | –                            | 40                           | –                            |                    |                | –                  |
| 2018 | „Zabierz mnie na święta”                       | –                            | –                            | –                            | –                            | –                            | –                            | –                            |                    |                | Red Lips na święta |
| 2019 | „Gdy nie dzwonisz” (gościnnie: Jan Borysewicz) | –                            | –                            | –                            | –                            | –                            | –                            | 3                            |                    |                | –                  |
| 2019 | „Ja wam zatańczę”                              | –                            | –                            | –                            | –                            | –                            | 25                           | 4                            |                    |                | Ja wam zatańczę    |
| 2019 | „Zorka 5”                                      | –                            | –                            | –                            | –                            | –                            | 44                           | –                            |                    |                | Ja wam zatańczę    |
| 2019 | „Cappuccino”                                   | –                            | –                            | –                            | –                            | –                            | 27                           | 1                            |                    |                | Ja wam zatańczę    |
| 2020 | „Safari”                                       | –                            | –                            | –                            | –                            | –                            | 19                           | 5                            |                    |                | Ja wam zatańczę    |
| 2020 | „Róż & plusz”                                  | –                            | –                            | –                            | –                            | –                            | –                            | –                            |                    |                | Ja wam zatańczę    |
| 2022 | „Nie płacz Ewka”                               | –                            | –                            | –                            | –                            | –                            | –                            | –                            |                    |                | –                  |
| 2023 | „Dzika rzeka”                                  | –                            | X                            | –                            | –                            | –                            | –                            | –                            |                    |                | –                  |
| „–” oznacza, że singel nie był notowany na danej liście. „X” oznacza, że lista nie istniała w danym okresie. |                                                |                              |                              |                              |                              |                              |                              |                              |                    |                |                    |

### Z gościnnym udziałem
| Rok  | Tytuł                                              | Album        |
| ---- | -------------------------------------------------- | ------------ |
| 2015 | „Kochaj i żyj” (Kozak System, gościnnie: Red Lips) | Kochaj i żyj |

## Teledyski
| Rok  | Tytuł                   | Reżyseria                          |
| ---- | ----------------------- | ---------------------------------- |
| 2011 | „Instrukcja obsługi”    | –                                  |
| 2013 | „To co nam było”        | Kamil Domański                     |
| 2013 | „Czarne i białe”        | Paweł Pochwalski                   |
| 2013 | „Zanim odejdziesz”      | Dariusz Szermanowicz (Grupa 13)    |
| 2014 | „Hej Joe!”              | Jacek Kościuszko (Warhol Studio)   |
| 2014 | „Szanta”                | Przemysław Wałczuk (Warhol Studio) |
| 2016 | „Tu i teraz”            | Paweł Szczypek                     |
| 2016 | „P.S.”                  | –                                  |
| 2017 | „Bez reguł”             | Mateusz Winkiel                    |
| 2017 | „Mamo!”                 | Mateusz Winkiel                    |
| 2018 | „Warto wierzyć w ludzi” | Mateusz Winkiel                    |
| 2019 | „Ja wam zatańczę”       | Mateusz Winkiel                    |
| 2019 | „Zorka 5”               | –                                  |
| 2019 | „Cappuccino”            | Studio Lepiej, Red Lips            |
| 2020 | „Safari”                | Studio Lepiej, Red Lips            |
| 2020 | „Róż & plusz”           | Mateusz Winkiel                    |
| 2022 | „Nie płacz Ewka”        | Creative Prossecco                 |
| 2023 | „Dzika rzeka”           | Marcin Kopiec                      |

## Nagrody i nominacje
| Rok  | Konkurs                             | Kategoria                                   | Rezultat  |
| ---- | ----------------------------------- | ------------------------------------------- | --------- |
| 2013 | TOPtrendy 2013                      | Trendy                                      | Nominacja |
| 2013 | Wielkie podsumowanie roku Radia Zet | Przebój roku („To co nam było”)             | Nominacja |
| 2013 | Wielkie podsumowanie roku Radia Zet | Zespół roku                                 | Nominacja |
| 2013 | Wielkie podsumowanie roku Radia Zet | Odkrycie roku                               | Nominacja |
| 2014 | TOPtrendy 2014                      | Największe przeboje roku („To co nam było”) | Nominacja |
| 2014 | SuperJedynki                        | SuperPrzebój („To co nam było”)             | Wygrana   |
| 2014 | Eska Music Awards 2014              | Najlepszy zespół                            | Nominacja |